# Atac del Bar Bayardo
L'atac del Bar Bayardo va tenir lloc el 13 d'agost de 1975 a Belfast, Irlanda del Nord. Una unitat de l'Exèrcit Republicà Irlandès Provisional (IRA), dirigida per Brendan McFarlane, va llançar un atac de amb bombes i trets contra un pub del carrer Aberdeen, a la zona lleialista de Shankill. Els membres de l'IRA van afirmar que el pub era el seu objectiu perquè era freqüentat per membres de l'Ulster Volunteer Force (UVF). Quatre civils protestants i un membre de l'UVF van morir, mentre que més de cinquanta persones van resultar ferides.
Segons els periodistes Alan Murray i Peter Taylor, l'atemptat va ser una represàlia per la massacre de la Miami Showband succeïda quinze dies abans, i perpetrada per membres de l'UVF, quan una popular banda musical dublinesa va ser atacada en un fals control militar, essent assassinats tres dels seus membres.
McFarlane i dos altres voluntaris de l'IRA, Peter "Skeet" Hamilton i Seamus Clarke, van ser condemnats a cadena perpètua per l'atac del Bayardo.

## L'atac
El dia de l'atemptat, el Bar Bayardo estava ple de gent de totes les edats. Poc abans de tancar, va arribar un cotxe Audi verd robat, amb tres homes de la brigada de Belfast de l'IRA. El conductor era el líder de la unitat, Brendan "Bik" McFarlane, un voluntari de 24 anys d'Ardoyne. Els altres dos homes, Seamus Clarke i Peter "Skeet" Hamilton, van sortir i es van apropar a l'entrada lateral del pub al carrer Aberdeen. Un d'ells va obrir foc immediatament amb una armalita, matant a l'instant el porter William Gracey (63) i el seu cunyat Samuel Gunning (55), amb qui estava xerrant a l'exterior. Aleshores, l'altre home armat va entrar al pub, on els clients bevien i cantaven, i a l'entrada va llançar una bossa que contenia una bomba de deu quilos. Tots dos homes van tornar a escapar al cotxe que esperava. Mentre, els clients van entrar en pànic corrents cap als lavabos per refugiar-se, la bomba va esclatar i va fer caure sobre ells part de l'edifici, de maó i guix. Els cossos de Joanne McDowell (29) i el membre de l'UVF Hugh Harris (21) van ser trobats més tard sota les runes. [6] Linda Boyle, de 17 anys, va ser rescatada viva però va morir per les ferides a l'hospital el 21 d'agost. [14] Més de 50 persones van resultar ferides en l'atac. Quan la unitat de l'IRA fugia pel carrer Agnes (una carretera que connecta Shankill amb Crumlin), van disparar contra una multitud de dones i nens que feien cua en una parada de taxis; no hi va haver víctimes mortals. Al cap de 20 minuts de l'atemptat al Bayardo, la unitat de l'IRA va ser detinguda després que el seu cotxe fos aturat en un control de carretera. A l'interior del vehicle es va trobar l'Armalita que s'havia utilitzat per matar William Gracey i Samuel Gunning, juntament amb fundes de bales gastades i empremtes digitals pertanyents als tres homes de l'IRA.
Inicialment, l'IRA no va assumir cap responsabilitat, però va declarar més tard que el Bayardo va ser atacat perquè era un pub on es reunien membres de l'UVF i planejaven assaltar terroristes contra nacionalistes. El pub es trobava a la zona central de Shankill Road, feu de l'UVF, i les finestres superiors exhibien la bandera de l'Ulster. Martin Dillon va dir que el Bayardo era freqüentat per l'UVF i que Lenny Murphy, cap dels sanguinaris Shankill Butchers, n'era un client habitual. Steve Bruce també va afirmar que a principis de la dècada de 1970, els dirigents de Belfast de l'UVF sovint bevian al Bayardo, ja que era molt proper a la seva seu central, damunt de la botiga "The Eagle" a Shankill Road. Un antic pres de l'IRA va afirmar que Lenny Murphy li va dir, quan van compartir presó, que havia abandonat el Bayardo deu minuts abans de l'atac, i que l'UVF acabava de celebrar-hi una reunió.

## Represàlies
Els lleialistes, especialment la UVF, van respondre amb una altra onada d'atacs sectaris contra els catòlics. Dos dies després, un cotxe bomba lleialista va explotar sense previ avís a Falls Road, feu republicà, ferint 35 persones. [18] El 22 d'agost l'UVF va atacar el bar McGleenan's a Armagh, de la mateixa manera que el de Bayardo, amb armes de foc i bombres. Un pistoler va obrir foc mentre un altre va col·locar la bomba; l'explosió va provocar el col·lapse de l'edifici. Tres catòlics van morir (un dels quals va morir el 28 d'agost) i diversos més van resultar ferits. Aquella mateixa nit, una altra bomba va destruir un pub de propietat catòlica a prop de Blackwatertown, tot i que no hi va haver ferits.
Aquests atacs lleialistes van rebre resposta per part de l'IRA (de vegades amb el nom de Republican Action Force), i els mesos posteriors a l'atac de Bayardo es van caracteritzar per un cruent espiral de violència, que es va rebre amb desencís per part de líders republicans empresonats com Gerry Adams i Brendan Hughes, que van afirmar que el sectarisme "destruïa tota la lluita".

## Condemnes
El maig de 1976, Brendan McFarlane, Seamus Clarke i Peter Hamilton van ser condemnats en un tribunal Diplock no jurat i condemnats a cadena perpètua dins de la presó de Maze, per haver comès els assassinats de Bayardo. Ja internat, McFarlane es va convertir en oficial comandant dels presoners de l'IRA, i el 1983 va dirigir la fugida de la presó Maze, per part de 38 presoners republicans, inclosos Clarke i Hamilton. McFarlane i Clarke van fugir després, tot i que Hamilton va ser immediatament detingut fora de la porta principal de la presó. McFarlane mai no ha parlat dels assassinats, i la direcció de l'IRA mai no l'ha animat a fer-ho, considerant que l'atac va ser considerat "purament sectari". Tanmateix, el president del Sinn Féin, Gerry Adams, va dir al periodista Alan Murray que McFarlane "no tenia ni un os sectari al cos". Peter "Skeet" Hamilton va morir de càncer a Dundalk el 25 de febrer de 2011, a l'edat de 57 anys.

## Memorial
L'associació Bayardo Somme ha descrit l'atac al pub com "una atrocitat oblidada". L'associació va erigir un monument memorial a les víctimes al lloc on es trobava el bar Bayardo abans de la seva demolició. El gran monument d'acer es va incorporar a la secció restant de l'estructura original; porta el nom i les fotografies de les cinc persones que van ser assassinades, i inclou les fotos del pub fetes abans i després de l'atemptat.